# Franz Dominikus Häberlin

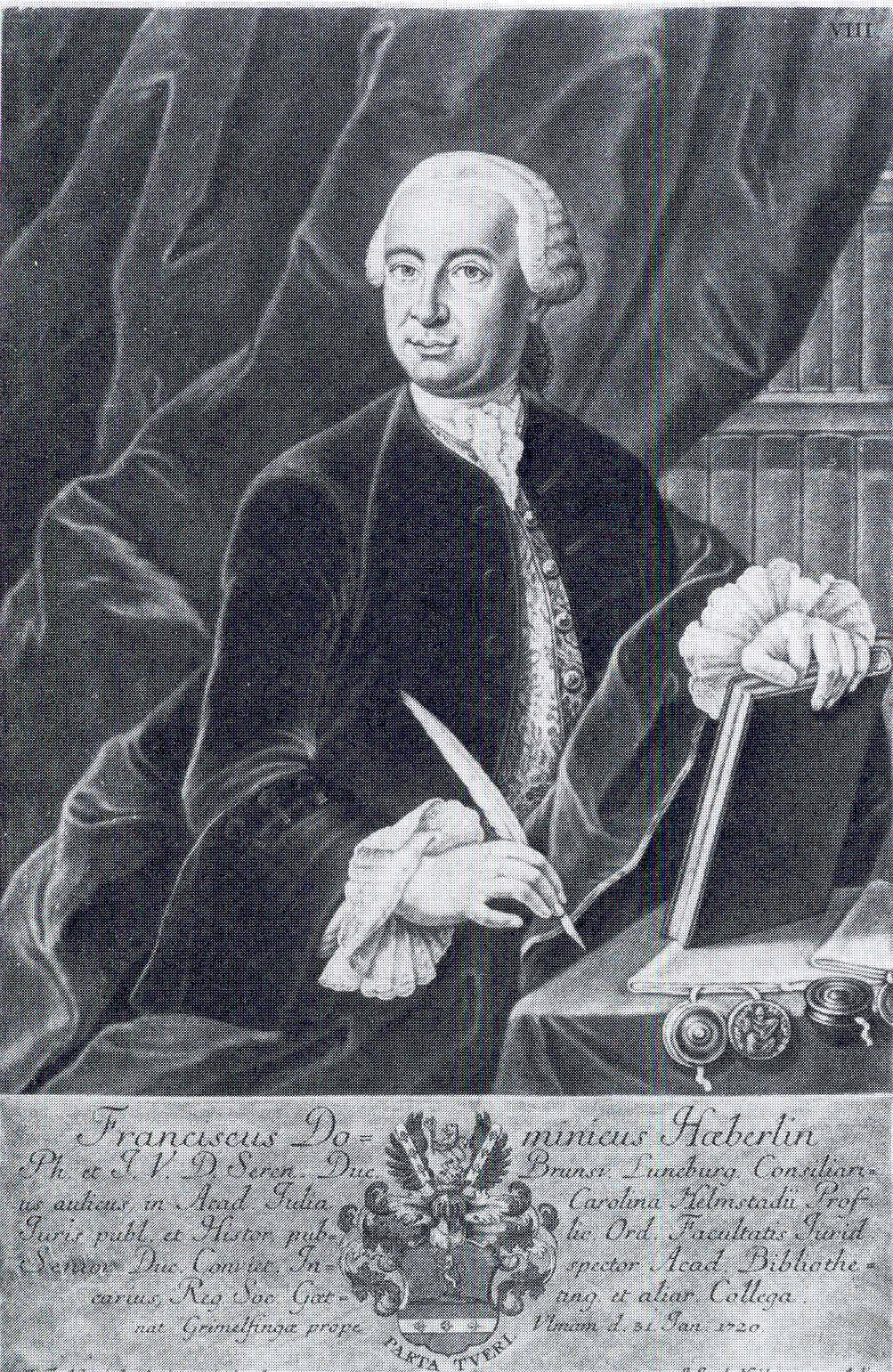

Franz Dominikus Häberlin (* 31. Januar 1720 in Grimmelfingen; † 20. April 1787 in Helmstedt) war ein deutscher Historiker und Publizist.

## Leben
Häberlin studierte an der Universität Göttingen, 1742 wurde er dort Privatdozent der Geschichte, 1746 Professor der Geschichte an der Universität Helmstedt, 1751 Professor des Staatsrechts und Assessor der Juristenfakultät, 1757 Universitätsbibliothekar der Universitätsbibliothek Helmstedt und 1771 Geheimer Justizrat. 1759 wurde er zum auswärtigen Mitglied der Göttinger Akademie der Wissenschaften gewählt. Er war Mitglied der Königlich Dänischen Akademie der Wissenschaften. 

## Bibliophiler
Seine Sammlung von Flugschriften aus dem Dreißigjährigen Krieg befindet sich in der Fürst Thurn und Taxis Hofbibliothek und Zentralarchiv.

## Schriften
- Entwurf einer pragmatischen Teutschen Reichs-Historie : mit zureichenden Allegationen, Braunschweig und Helmstedt 1763. (Digitalisat)
- Auszug aus der allgemeinen Welthistorie (Halle 1767–73, 12 Bde.), eine deutsche Reichsgeschichte bis zum Schmalkaldischen Krieg, und als Fortsetzung dazu:
- Neueste deutsche Reichshistorie (bis 1600, das. 1774–86, 20 Bde.), außerordentlich gründliche, auf reichem urkundlichen Material beruhende Werke.